# 大島対馬守
大島 対馬守（おおしま つしまのかみ、生没年不詳）は、戦国時代の武将。

## 略歴
丹後国の土豪。天正3年（1575年）8月の越前一向一揆討伐に、一色義道らと丹後国から船で出陣し、一揆軍と交戦したことが『信長公記』に記されている。同7年7月には一色満信に応じて由良城に籠城したが、長岡藤孝の攻撃の前に人質を出して降伏したという。